# Trimeresurus venustus
Espèce
Synonymes
- Cryptelytrops venustus (Vogel, 1991)

Trimeresurus venustus est une espèce de serpents de la famille des Viperidae. 

## Répartition
Cette espèce est endémique du sud de la Thaïlande.

## Description
C'est un serpent venimeux.
Ce serpent, comme les vipères en Europe, utilise son venin principalement pour tuer ses proies, de préférence des oiseaux et des grenouilles ; mais il peut aussi l'utiliser pour se défendre, parfois contre l'homme chez qui une morsure peut être dangereuse : douleur insoutenable mais non constante et qui décroît rapidement (fort heureusement, cette morsure n'est mortelle que dans de très rares cas).

## Publication originale
- Vogel, 1991 : Eine neue Trimeresurus-Art aus Thailand, Trimeresurus venustus sp. nov. (Reptilia: Serpentes: Crotalidae). Sauria, vol. 13, no 1, p. 23-28.